# Кубок Боснії і Герцеговини з футболу 2020—2021
Кубок Боснії і Герцеговини з футболу 2020–2021 — 27-й розіграш кубкового футбольного турніру в Боснії і Герцеговини. Титул всьоме здобув Сараєво.

## Календар
| Раунд        | Дата                          | Матчі | Клуби   |
| ------------ | ----------------------------- | ----- | ------- |
| Перший раунд | 30 вересня - 13 жовтня 2020   | 16    | 32 → 16 |
| 1/8 фіналу   | 21 жовтня - 14 листопада 2020 | 8     | 16 → 8  |
| 1/4 фіналу   | 10 березня 2021               | 4     | 8 → 4   |
| 1/2 фіналу   | 7-21 квітня 2021              | 4     | 4 → 2   |
| Фінал        | 26 травня 2021                | 1     | 2 → 1   |

## Перший раунд
| Команда 1                | Рахунок      | Команда 2          |
| ------------------------ | ------------ | ------------------ |
| 30 вересня 2020          |              |                    |
| Травник (2)              | 0:4          | Борац (Баня-Лука)  |
| Рудар (Прієдор) (2)      | 4:0          | Олімпік (Сараєво)  |
| Горажде (2)              | 2:2 пен. 5:4 | Слобода (Тузла)    |
| Слобода (Нови Град) (2)  | 0:2          | Тузла Сіті         |
| Будучност (Бановичі) (2) | 1:2          | Желєзнічар         |
| Текстилац (2)            | 1:7          | Зриньські          |
| Диздаруша (3)            | 0:3          | Вележ (Мостар)     |
| Славія (2)               | 2:2 пен. 8:7 | Младост (Добой)    |
| ГОШК (2)                 | 0:1          | Широкі Брієг       |
| Звєзда (Градачац) (2)    | 0:1          | Радник (Бієліна)   |
| Звієзда 09 (2)           | 2:1          | Модрича (2)        |
| Кліс Бутурович Польє (3) | 6:2          | УНІС Вогоща (3)    |
| Вележ (Невесінє) (3)     | 2:1          | Іґман (Коніц) (2)  |
| Фортуна (Зеніца) (4)     | 0:1          | Рудар (Какань) (2) |
| 13 жовтня 2020           |              |                    |
| Раднички (Лукавац) (3)   | 0:4          | Сараєво            |
| Леотар (2)               | 0:4          | Крупа              |

## 1/8 фіналу
| Команда 1            | Рахунок      | Команда 2                |
| -------------------- | ------------ | ------------------------ |
| 21 жовтня 2020       |              |                          |
| Тузла Сіті           | 3:1          | Радник (Бієліна)         |
| Желєзнічар           | 3:0          | Горажде (2)              |
| Рудар (Прієдор) (2)  | 0:0 пен. 3:4 | Звієзда 09 (2)           |
| Крупа                | 2:4          | Сараєво                  |
| Рудар (Какань) (2)   | 1:6          | Борац (Баня-Лука)        |
| Вележ (Невесінє) (3) | 0:2          | Кліс Бутурович Польє (3) |
| Зриньські            | 4:0          | Славія (2)               |
| 14 листопада 2020    |              |                          |
| Вележ (Мостар)       | 0:1          | Широкі Брієг             |

## 1/4 фіналу
| Команда 1                | Рахунок      | Команда 2         |
| ------------------------ | ------------ | ----------------- |
| 10 березня 2021          |              |                   |
| Тузла Сіті               | 1:1 пен. 3:2 | Желєзнічар        |
| Кліс Бутурович Польє (3) | 1:0          | Звієзда 09 (2)    |
| Широкі Брієг             | 0:2          | Борац (Баня-Лука) |
| Сараєво                  | 1:0          | Зриньські         |

## 1/2 фіналу
| Команда 1         | Заг. | Команда 2                | 1-й матч | 2-й матч |
| ----------------- | ---- | ------------------------ | -------- | -------- |
| 7-21 квітня 2021  |      |                          |          |          |
| Тузла Сіті        | 1:4  | Сараєво                  | 0:1      | 1:3      |
| Борац (Баня-Лука) | 6:2  | Кліс Бутурович Польє (3) | 4:1      | 2:1      |

## Фінал
| 26 травня 2021 18:00 (EEST) |

| Сараєво | 0:0      | Борац (Баня-Лука) |
| ------- | -------- | ----------------- |
|         | Протокол |                   |

| Тренувальний центр Футбольної асоціації Боснії і Герцеговини, Зениця Глядачів: 0 Арбітр: Ірфан Пельто |

|                                                 |     | Пенальті                |  |
| Миличевич · Велкоський · Мустеданагич · Ганджич | 4:1 | Чавич · Тахрич · Узелац |  |